# Adelshofen, Fürstenfeldbruck
Adelshofen là một đô thị thuộc huyện Fürstenfeldbruck trong bang Bayern nước Đức. Đô thị Adelshofen, Fürstenfeldbruck có diện tích 13,28 km², dân số thời điểm 31 tháng 12 năm 2006 là 1589 người.